# Kabinett Fenech Adami II
Das maltesische Kabinett Fenech Adami II wurde am 3. Mai 1990 von Premierminister Edward „Eddie“ Fenech Adami von der Partit Nazzjonalista (PN) gebildet. Es löste das erste Kabinett Fenech Adami ab und befand sich bis zum 27. Februar 1992 im Amt.

## Geschichte

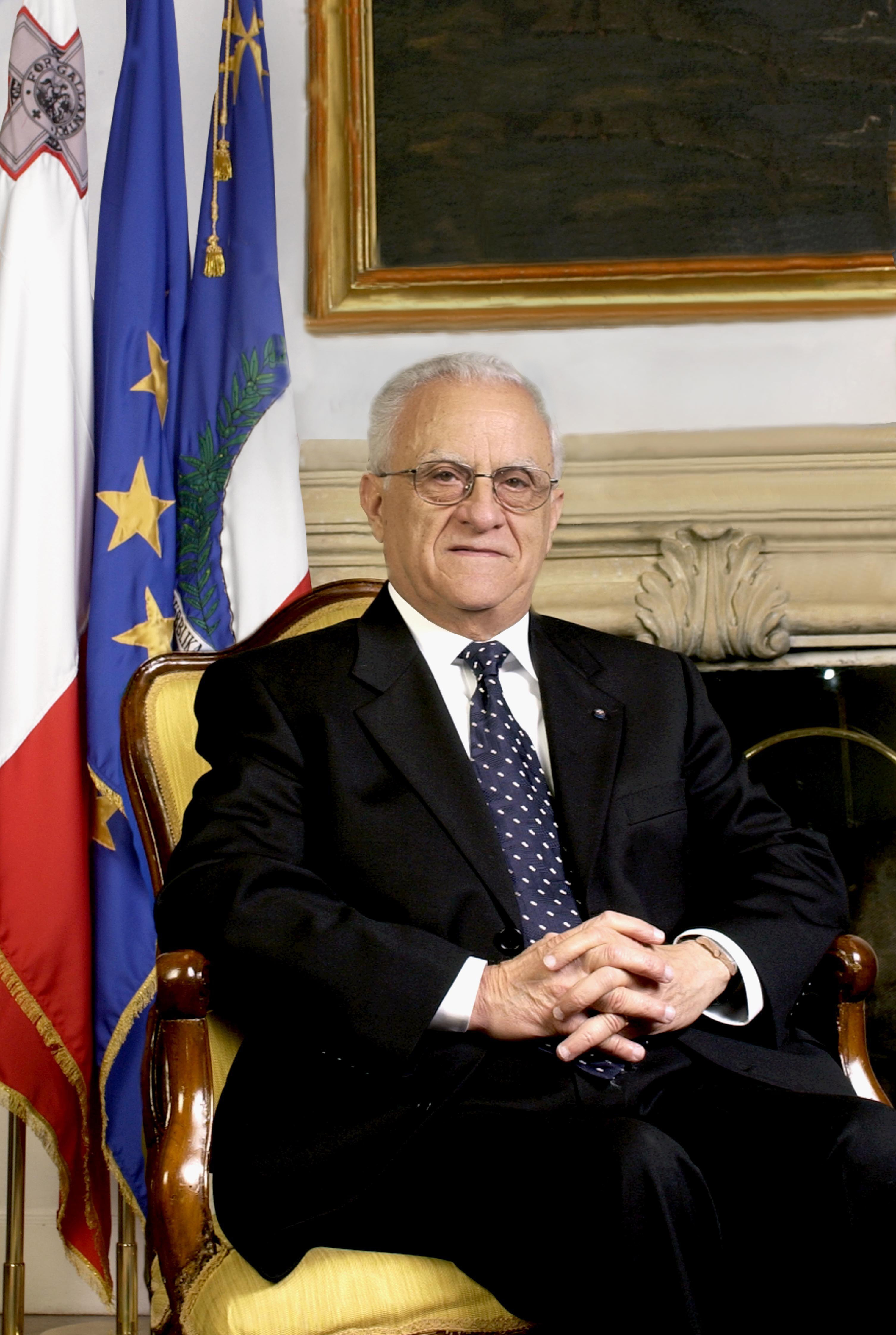
Edward Fenech Adami

Am 3. Mai 1990 nahm Premierminister Fenech Adami eine Umbildung seiner Regierung vor, die zur Bildung seines zweiten Kabinetts führte.
Seine Regierung setzte ihren prowestlichen Kurs fort und beantragte am 16. Juli 1990 den Beitritt zur Europäischen Union (EU).
Bei den Wahlen zum Repräsentantenhaus am 22. Februar 1992 konnte sich die regierende Partit Nazzjonalista mit 127.932 Stimmen (51,8 Prozent) behaupten und erhielt 34 Sitze in dem wieder auf 65 Sitze verkleinerten Parlament. Die oppositionelle Partit Laburista (PL) des ehemaligen Premierminister Carmelo „Karmenu“ Mifsud Bonniċi kam auf 114.911 Stimmen (46,5 Prozent) und stellte nunmehr 31 Abgeordnete. Anschließend bildete Fenech Adami sein drittes Kabinett.

## Kabinett
Dem Kabinett gehörten folgende Minister an:
| Amt                                       | Name                        | Partei               |
| ----------------------------------------- | --------------------------- | -------------------- |
| Premierminister                           | Edward „Eddie“ Fenech Adami | Partit Nazzjonalista |
| Justizminister und Außenminister          | Guido de Marco              | Partit Nazzjonalista |
| Minister für Bildung und Inneres          | Ugo Mifsud Bonniċi          | Partit Nazzjonalista |
| Sozialminister                            | Louis Galea                 | Partit Nazzjonalista |
| Finanzminister                            | George Bonello Dupuis       | Partit Nazzjonalista |
| Infrastrukturminister                     | Michael Falzon              | Partit Nazzjonalista |
| Minister für Landwirtschaft und Fischerei | Lawrence Gatt               | Partit Nazzjonalista |
| Minister für tertiäre Entwicklung         | Emanuel Bonnici             | Partit Nazzjonalista |
| Minister für Gozo                         | Anton Tabone                | Partit Nazzjonalista |
| Wirtschaftsminister                       | John Dalli                  | Partit Nazzjonalista |

Dem Kabinett gehörten folgende Parlamentarische Sekretäre an:
| Amt                                                                    | Name                  | -                    |
| ---------------------------------------------------------------------- | --------------------- | -------------------- |
| Parlamentarischer Sekretär für Gesundheit                              | George Hyzler         | Partit Nazzjonalista |
| Parlamentarischer Sekretär für Senioren                                | John Rizzo Naudi      | Partit Nazzjonalista |
| Parlamentarischer Sekretär für Wohnungsbau                             | Joe Cassar            | Partit Nazzjonalista |
| Parlamentarischer Sekretär für Wasser und Energie                      | Anthony „Ninu“ Zammit | Partit Nazzjonalista |
| Parlamentarischer Sekretär für Telekommunikation und Verkehr           | Francis Zammit Dimech | Partit Nazzjonalista |
| Parlamentarischer Sekretär für Industrie                               | John Dalli            | Partit Nazzjonalista |
| Parlamentarischer Sekretär für Tourismus                               | Michael Refalo        | Partit Nazzjonalista |
| Parlamentarischer Sekretär für maritime und küstennahe Angelegenheiten | Joe Fenech            | Partit Nazzjonalista |
| Parlamentarischer Sekretär für Umwelt                                  | Stanley Zammit        | Partit Nazzjonalista |
| Parlamentarischer Sekretär für Jugend, Kultur und Verbraucherschutz    | Michael Frendo        | Partit Nazzjonalista |